# Gothic (sorozat)
A Gothic egy akciószerepjáték-sorozat, amelyet eleinte a Piranha Bytes, majd a Spellbound Entertainment fejlesztett. Jelenlegi kiadója a JoWood Entertainment.

## A sorozat részei
- Gothic (2001)
- Gothic II 2002
  - Gothic II: The Night of the Raven (2003-ban németül, 2005-ben angolul)
- Gothic 3 2006
  - Gothic 3: Forsaken Gods (2008)
- Gothic 3: The Beginning (2008)
- ArcaniA: Gothic 4 (2010)
  - ArcaniA: Fall of Setarrif (2011)

## Gothic
A sorozat első része 2001-ben jelent meg.
A játék egy kitalált világban játszódik, ahol orkok és emberek harcolnak egymás ellen. A királynak fegyverekre van szüksége a háborúhoz, ezért egyre több elítéltet szállíttat a Khorinis szigetére, hogy ott mágikus ércet bányásszanak. Mivel nagy szükség van munkaerőre, már egy kisebb vétség is elég ahhoz, hogy valakit bűnözőnek nyilvánítsanak. Az elítéltek szökésének megakadályozása érdekében a király odaküldte a birodalma legerősebb mágusait, hogy létrehozzanak egy mágikus kupolát a völgy körül. A rabok megölték a bent lévő őröket, ezért a királynak kereskednie kell velük, ha az ércet meg akarja kapni. A játékos egy elítéltet irányít, akinek az a célja, hogy kijusson a Bányák Völgyéből.

## Gothic II
A Gothic II 2002-ben jelent meg. A Gothic folytatása.
Miután a mágikus kupola leomlott, a Bányák Völgyében lévő rabok kiszabadultak. A játék főhősét Xardas, a démonidéző mentette meg az utolsó pillanatban. Xardas elmondja, hogy újabb veszélyek fenyegetik Khorinist: az Alvó egy utolsó utasítással sárkányokat hívott a Völgybe, és csak az Innos Szemének nevezett ereklye segítségével lehet helyreállítani a rendet. A főhősnek a Régi Világot (a Bányák Völgyét) és az Új Világot (a sziget többi részét) egyaránt be kell járnia, hogy felkészülhessen a sorsdöntő küzdelemre, majd elhajózhasson a szigetről.

### Gothic II: Night of the Raven
A Gothic II kiegészítője 2003-ban jelent meg németül, és rá két évre, 2005-ben angolul. A kiegészítő története beleépül az alapjáték történetébe.
A játékban megjelenik egy új terület, Jharkendar, ami Khorinistől északkeletre fekszik, ahol banditák és kalózok élnek. A játékos a vízmágusok segítségével juthat el ide.

## Gothic 3
A Gothic harmadik része 2006. október 13-án jelent meg Európában, és november 14-én Amerikában. A játék a Gothic II folytatása.
Ebben a játékban a hős barátaival együtt a kontinensre utazik. Myrtanába érkezve látják, hogy a térséget elfoglalták az orkok, és rabszolgasorba szorították az embereket. A kontinensen három ország (középen a mérsékelt övi Myrtana, északra a fagyos Nordmar, délen pedig a sivatagos Varant) és annak számos városa, faluja, barlangja stb. vár felfedezésre. A főhős, aki korábbi kalandjai által rászolgált erre, eldöntheti a világ sorsát, s ezáltal az istenek harcát is. A játékos három különböző történetet ismerhet meg, attól függően, kiknek segít: az orkoknak, az embereknek, vagy Xardasnak.

### Gothic 3: Forsaken Gods
A kiegészítőt az eddigi részekkel ellentétben nem a Piranha Bytes, hanem a Trine Games fejlesztette 2008-ban. A Forsaken Gods-hoz nem szükséges az alapjáték, annak megléte nélkül is játszható. A játék a Gothic 3 és az ArcaniA: Gothic 4 történetét volt hivatott összekötni.
A történet a Gothic 3 után kezdődik, miután a hős és Xardas a portálon keresztül az ismeretlen földekre távoztak. A hős nem bírja nézni, ahogy szeretett földjét elpusztítják, ezért vissza akar térni. Xardas ezt nem engedi, ezért csatázni kezdenek. A hős majdnem életét veszti a csatában, és visszatér Myrtanaba, hogy egyesítse. A játék végén Myrtana királlyá koronázza magát.

## ArcaniA: Gothic 4
Az ArcaniA: Gotic 4 a sorozat negyedik része, amelyet már a Spellbound Entertainment fejlesztett, 2010-ben jelent meg. Az eddigi részekkel ellentétben nem csak PC-n, hanem Xbox 360-on és PlayStation 3-on is megjelent.
A Forsaken Gods eseményei után 10 évvel a király megkezdte a hadjáratát a Déli szigeteken. Egy új hőst irányítunk, akinek a faluját a király elpusztította. A hős rájön, hogy a királyt egy démon szállta meg, és sikeresen kiűzi azt belőle.
Nem tekinthető Gothic-nak

## A Gothic sorozat a Nintendo Switch-en
2023-ban a Nintendo Switch konzolon két rész jelenik meg a sorozatból. A THQ Nordic egy hordozható konzol portot készített az eredeti játékkódból, remastering és módosítások nélkül (azonban számos javítással). A sorozat első része, a Gothic Classic, 2023. szeptember 28-án jelent meg. A második rész, a Gothic II Complete Classic a Noc Kruka kiegészítővel együtt, 2023. november 28-án debütál.